# 万荣
万荣（1963年9月17日—），浙江省温岭市人，男，汉族，博士学位。现任上海海洋大学校長。研究方向为海洋捕捞技术、水产增养殖工程、渔业资源养护与管理。
上海市第十五届、第十六届人民代表大会代表，第十六届人民代表大会农业与农村委员会副主任委员，第十六届人民代表大会常务委员会委员。